# Ochranovský sbor při Českobratrské církvi evangelické v Železném Brodě
Farní sbor Českobratrské církve evangelické v Železném Brodě je sborem Českobratrské církve evangelické v Železném Brodě. Je jedním ze sborů, které tvoří Ochranovský seniorát.
Farářské místo bylo po úmrtí Jiřího Polmy 28. 4. 2018 neobsazeno; administroval jej kazatel Ondřej Halama. Od 1. 10. 2023 je novým farářem Jan Hrudka. Kurátorkou sboru je Hana Friede.

## Faráři sboru
- Bohumil Vančura (1920–1932)
- František Timotheus Petr (1932–1972)
- Miroslav Hloušek (1972–1996)
- Jiří Polma (1996–2018)
- Jan Hrudka (2023–)